# Ісао Кобаясі
Ісао Кобаясі 小林功 (нар. 28 жовтня 1988) — японський боєць змішаних єдиноборств, що професійно виступав у 2008—2019 роках у легких вагових категоріях на Bellator, Pancrase (де був королем Pancrase), Vale Tudo Japan та Deep.
Вважається одним з найкращих японських бійців 2000-х.

## Кар'єра змішаних бойових мистецтв

### Японські промоушени
Періодично виступав у різних промоушенах, проте найбільше боїв провів на Pancrase.
За перші 21 бій отримав 16 перемог, 4 нічиї та лише 1 поразку від ветерана ММА Коджі Оїші рішенням.

### Bellator
23 жовтня 2015 на Bellator 144 — Halsey vs. Carvalho перед своїм днем народження програв співвітчизнику Гоїті Ямагучі підкоренням у 3 раунді.
24 липня 2016 на Bellator 157 — Dynamite 2 програв технічним нокаутом Джастіну Лавренсу після чого продовжив виступати у Японії.
Переміг таких бійців як Такеші Іноюе, Хіроюкі Такая та в реванші Коджі Оїші.